# ペーパースカイ
ペーパースカイ(Papersky)は、2002年に創刊された旅行雑誌。「地上で読む機内誌」というコンセプトを掲げている。有限会社ニーハイメディアジャパン発行。

## 略歴
- 2002年4月に創刊。これまで、日本に限らず各地を特集をしている。
- 今までの特集はモロッコ、カルフォルニア、タヒチ、京都、ハワイ、沖縄など。